# Неопознанные чёрные мужчины
«Неопознанные чёрные мужчины» (англ. «Unidentified Black Males») — шестьдесят первый эпизод телесериала канала HBO «Клан Сопрано» и девятый в пятом сезоне шоу. Сценарий написали Мэттью Вайнер и Теренс Уинтер, режиссёром стал Тим Ван Паттен, а премьера состоялась 2 мая 2004 года.

## В ролях
- Джеймс Гандольфини — Тони Сопрано
- Лоррейн Бракко — д-р Дженнифер Мелфи
- Эди Фалко — Кармела Сопрано
- Майкл Империоли — Кристофер Молтисанти
- Доминик Кьянезе — Коррадо Сопрано-мл. *
- Стивен Ван Зандт — Сильвио Данте
- Тони Сирико — Поли Галтьери
- Роберт Айлер — Энтони Сопрано-мл.
- Джейми-Линн ДиСкала — Медоу Сопрано
- Дреа де Маттео — Адриана Ля Сёрва
- Аида Туртурро — Дженис Сопрано Баккалиери *
- Винсент Куратола — Джонни Сэк
- Джон Вентимилья — Арти Букко
- и Стив Бушеми — Тони Бландетто

* = в титрах указаны

### Приглашённые звёзды
- Рэй Абруццо — Кармайн Лупертацци-мл.
- Крис Калдовино — Билли Леотардо
- Карл Капоторто — Маленький Поли Джермани
- Макс Каселла — Бенни Фацио
- Роберт Фунаро — Юджин Понтекорво
- Джозеф Р. Ганнасколи — Вито Спатафоре
- Дэн Гримальди — Пэтси Паризи
- Уилл Яновиц — Финн ДеТролио
- Артур Наскарелла — Карло Джерваси
- Джо Сантос — Анджело Гарепе
- Фрэнки Валли — Расти Миллио
- Фрэнк Винсент — Фил Леотардо
- Карен Янг — агент Сансеверино
- Морин Ван Зандт — Габриэлла Данте
- Паула Гарсес — Фелисия Галан
- Уильям ДеМео — Джейсон Молинаро
- Эллисон Данбар — Николь Лупертацци
- Алекса Палладино — Алекс
- Джоэл Блум — гольфист
- Эндрю Айзенман — священник
- Тони Сирагуса — Фрэнки Кортезе

## Сюжет
Тони Сопрано замечает, что у Тони Бландетто травма ноги, за что он винит предумышленный штурм несколькими чёрными мужчинами. На следующий день во время игры в гольф с Джонни Сэком, Тони узнаёт, что человек, который убил «Джои Пипса», прихрамывал. Это заставляет Тони упасть в обморок из-за одной из его панических атак. Тони противостоит своему кузену снаружи Бада Бинга, но Тони Б спокойно отрицает свою причастность, добавив, что Тони не хотел бы знать, действительно ли он был убийцей; Тони затем признаётся, что у его кузена тяжёлое финансовое и семейное положение, и что он мог использовать его как способного солдата, поэтому он решает поставить в управление казино на Блумфилд-авеню, и даже «укрепить» его. Это в свою очередь заставляет Кристофера Молтисанти выразить разочарование и ревность перед своей невестой, Адрианой Ля Сёрвой. Кристофер в ярости от того, что он впал в немилость Тони с тех пор, как он вернулся клиники, и что Тони Б продвигается вперёд в организации так быстро, когда ему самому достаточно долго пришлось потрудиться для его должности. Затем показывают, как Адриана звонит своему куратору в ФБР, агенту Сансеверино.
У Маленького Кармайна встреча со своими сторонниками, чтобы обсудить своё положение в семье Лупертацци после убийства Джои Пипса. У Анджело Гарепе появляются сомнения, что это был правильный курс действий, сказав, что он бы предпочёл дипломатическое решение с Джонни Сэком, но Кармайн заявляет, что он готов занять должность босса, и что он руководил бы ими даже лучше, чем его покойный отец.
На похоронах «Джои Пипса» обстановка напряжённая, хотя бы потому, что мафиози, которые предоставили надгробие, случайно использовали его прозвище «Пипс» вместо его настоящей фамилии, Пепарелли. Джонни Сэк, чрезвычайно расстроенный из-за убийства одного из членов своей команды, понимает, что это была работа Маленького Кармайна в качестве расплаты за убийство Каллуццо. Он подозревает в причастности Тони Б и, следовательно, семью Сопрано, потому что один из его информаторов видел Тони Б в нескольких кварталах от места убийства в ночь, когда это произошло. Тони и Джонни отходят в лимузин для частной беседы, оставляя команды ждать снаружи, неосведомлённых о предмете их разговора. Тони быстро составляет алиби для Бландетто, сказав, что он был с ним в ночь в вопросах, пытаясь найти давно потерянную дочь Тони Б, Келли. Джонни нехотя соглашается после того, как он страстно предупредил о страшных последствиях, если он узнает, что Тони лжёт.
У Медоу и её парня, Финна ДеТролио, возникают трудности в выборе, где провести лето, что вызывает напряжённость в их отношениях. Эти напряжения накаляются, когда Финн решает заплатить за свою еду с Медоу, Тони и Эй-Джеем, что заставляет Тони разозлиться на него за неуважение традиций и принуждает его принять возмещение, хотя они позже заглаживают свою вину. Тони впоследствии заставляет Финна работать на стройке, руководимой мафией, где он встречается с несколькими членами преступной семьи Сопрано, которые все были добавлены к зарплате, с «безработной» вакансией. Он сначала ладит с ними, но ему становится неловко из-за подхалимства, адресованного в его сторону из-за его связи с семьёй Сопрано. Это переходит в прямой страх, когда он становится свидетелем бурной встречи между Юджином Понтекорво и Маленьким Поли Джермани из-за гомофобных насмешек. На следующее утро, Финн рано приносит отчёт о работе и случайно ловит Вито Спатафоре за занятием оральным сексом с мужчиной-охранником в машине безопасности. Позже в этот день, Вито загоняет Финна в угол, когда он выходит из портативного туалета, и приглашает Финна на игру «Нью-Йорк Янкис», запугивая его, чтобы он согласился пойти. Не зная намерений Вито и переживая из-за того, что ему могут угрожать и даже убить, Финн решает покинуть зону Нью-Джерси на данный момент. Это вызывает длинный и горячий спор с Медоу, которая отвергает все его страхи насилия и обвиняет его в отсутствии обязательств перед ней. Измученный Финн делает ей предложение в четыре часа утра в их душной квартире.
На травматическом сеансе с доктором Мелфи, Тони раскрывает, что его панические атаки вернулись, и она выводит их всех на недавние встречи с его кузеном, Тони Б. Он в итоге признаёт правду о том, что он делал ночью, когда Тони Бландетто арестовали. Его история об избиении чёрными парнями была ложью, чтобы прикрыть панические атаки, которые он испытывал после ссоры с матерью, Ливией. Тони также понимает, что ничего не делал правильно со своим кузеном, а скорее утолял своё собственное чувство вины и стыда.
Кармела, кажется, склонна приблизиться к своему отдалившемуся мужу после их случайного секса, но он избегает её, поэтому она решает добиться развода. Тони очень гневно реагирует на эту новость и клянётся лишить её каких-либо из своих незаконных денежных доходов. Связавшись с несколькими адвокатами, Кармела понимает, что Тони переиграл её на законной почве, связавшись со всеми из них, чтобы они этически помешали ей взяться за дело. Она начинает плакать, выглядывая из окна своего дома и видя, как Тони мирно плавает в бассейне, когда Медоу по телефону делится с ней новостью о своей помолвке с Финном.

## Название
Многочисленные беды, которые произошли с членами преступной семьи, обычно от рук друг друга, ложно сваливались ими на чёрных мужчин. Четыре из них упоминаются в этом эпизоде - отсутствие Тони ночью, когда арестовали Тони Б, смерть Джеки Априла-младшего в "Армии из одного", травма ноги Тони Б из "Марко Поло", от которой он до сих пор страдает в этом эпизоде, и травмы головы Маленького Поли, которые вызывает Юджин в этом эпизоде (Вито сказал: «Что? Кажется я видел, как парочка ниггеров бежали в эту сторону!»).

## Связи с предыдущими эпизодами
- Финна ранее связывали с неловким обсуждением гомосексуализма, когда он и Медоу защищали гомоэротическую интерпретацию романа Германа Мелвилла «Билли Бада» Тони и Кармеле за ужином в "Элоизе".
- Маленький Кармайн отклоняет предложения вести переговоры с Джонни Сэком, сказав: «Это не ООН.» В эпизоде «Где Джонни?», Джонни Сэк ответил аналогичным образом на предположение Тони о механизме разделения власти: «Что это, чёртово ООН?»
- Кристофер пел несколько из «If I Were a Carpenter» в эпизоде четвёртого сезона, "Без показа", начиная первый куплет с «If I were a carpenter, and you were a douche bag...»

## Другие культурные отсылки
- Когда Тони говорит своему кузену, что был свидетель убийства «Джои Пипса», который видел ковыляющего человека, Тони Б усмехается, говоря, что убийцей мог быть Джон Сильвер.
- Поли ссылается на Финна как на Шэгги, из-за его схожести с персонажем из «Скуби-Ду».
- Юджин Понтекорво спрашивает Финна, кто бы победил в боксёрском поединке, Майк Тайсон или Мохаммед Али, если бы они были в расцвете сил, вопрос, на который Финн боится дать ответ, боясь вызвать гнев Юджина и вызвать очередную из его вспышек гнева.

## Производство
- Джозеф Р. Ганнасколи предложил идею, чтобы Вито стал геем мафиози после того, как он прочитал о члене преступной семьи Гамбино, который был геем и ему позволили жить, поскольку он был хорошим добытчиком.

## Музыка
- Песня, играющая во время финальных титров - «If I Were a Carpenter» в исполнении Бобби Дарина.

## Награды
- Мэттью Вайнер и Теренс Уинтер были номинированы на премию «Эмми» за лучший сценарий драматического сериала за этот эпизод[2][3]